# باد جرينسبان
باد جرينسبان (بالإنجليزية: Bud Greenspan)‏ هو كاتب سيناريو ومنتج أفلام وكاتب ومخرج أمريكي، ولد في 18 سبتمبر 1926 في نيويورك في الولايات المتحدة، وتوفي بنفس المكان في 25 ديسمبر 2010 بسبب مرض باركنسون.

## وصلات خارجية
- باد جرينسبان على موقع أوليمبيديا (الإنجليزية)

- باد جرينسبان على موقع IMDb (الإنجليزية)
- باد جرينسبان على موقع ألو سيني (الفرنسية)
- باد جرينسبان على موقع أول موفي (الإنجليزية)
- باد جرينسبان على موقع قاعدة بيانات الفيلم (الإنجليزية)
- باد جرينسبان على موقع كينوبويسك (الروسية)